# Sancho Garcés de Sobrarbe
Sancho Garcés (¿?-¿?) fue el cuarto rey del Reino de Sobrarbe en la actual provincia de Huesca, en Aragón en España.
Sancho Garcés forma parte de los llamados siete reyes legendarios del Sobrarbe, siendo el cuarto  de ellos, muchos de los cuales lo son al mismo tiempo del reino de Pamplona. Reinó entre los años 815 y 832. Como en el caso de los otros reyes de Sobrarbe, especialmente en los cuatro primeros, no hay apenas datos sobre su existencia o fechas en que reinaron, por lo que se mezcla la historia con la leyenda.
| Predecesor: Fortún Garcés I | Rey legendario de Sobrarbe 815-832 | Sucesor: Íñigo Arista |

- Datos: Q13050073